# بيت ليفين
بيت ليفين (بالإنجليزية: Pete Levin) هو عازف جاز وملحن وعازف بيانو أمريكي، ولد في 20 ديسمبر 1942 في بوسطن في الولايات المتحدة.

## وصلات خارجية
- الموقع الرسمي
- بيت ليفين على موقع ميوزك برينز (الإنجليزية)
- بيت ليفين على موقع ديسكوغز (الإنجليزية)